# Dolina Roztoki
Dolina Roztoki (slovensky: Dolina Ráztoka) je odvětví Bielovodské doliny na polské straně Vysokých Tater. Je dolním prodloužením Doliny Pięciu Stawów Polskich.

## Poloha

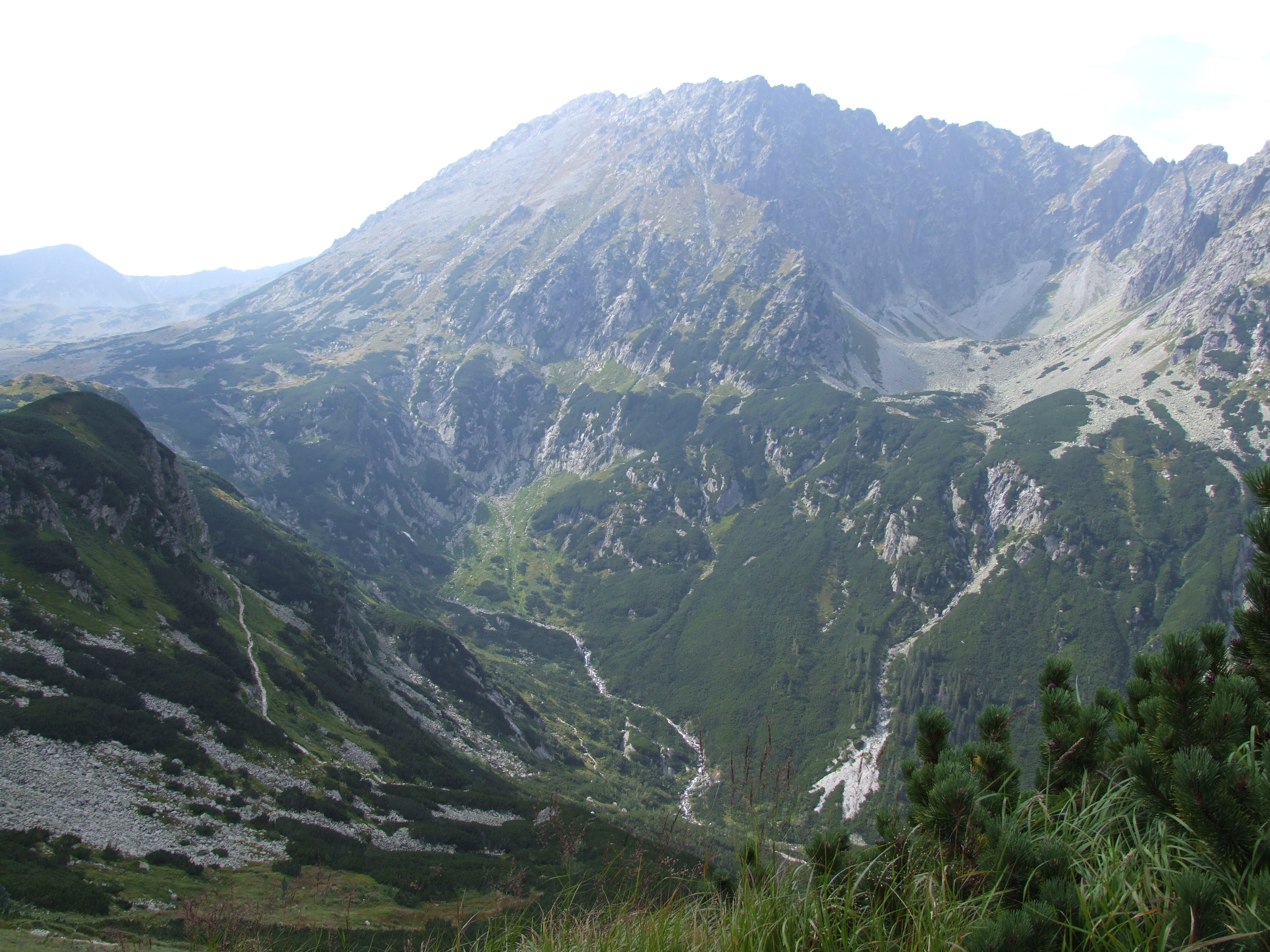
Dolina Roztoki z cesty na Morskie Oko přes Świstówku.

Dolina je dlouhá 4,4 km, její plocha zabírá 7,0 km². Spolu s Dolinou Pięciu Stawów Polskich měří 7,5 km a má plochou 13,6 km². Dolinu Roztoki od Doliny Pięciu Stawów Polskich odděluje práh jezerní stěny. Obě doliny jsou největším odvětvím Bielovodské doliny na polské straně Vysokých Tater pod hlavním hřebenem Vysokých Tater na úseku Svinica–Hrubý štít. Dolina Roztoki je prostřední s tří velkých odvětví Bielovodské doliny na polské straně Vysokých Tater. Na severozápadě hraničí s Dolinou Waksmundzką a na jihovýchodní straně s Dolinou Rybiego Potoku. Od Doliny Waksmundzką ji odděluje hřeben Wołoszyna a od Doliny Rybiego Potoku severovýchodní hřeben Hrubého štítu. Horní část Doliny Roztoki spolu s Dolinou Pięciu Stawów Polskich hraničí na severu s Dolinou Gąsienicowou a Dolinou Pańszczycą – odděluje ji dlouhý východní hřeben Svinice.
Dolní část doliny, která je oproti Polany Biała Woda ve výši přibližně 1020  m n. m.. Práh Doliny Pięciu Stawów Polskich je ve výšce asi 1550–1570  m n. m.. V horní části doliny jsou její dvě boční větve: Dolinka Buczynowa a Świstówka Roztocka. V údolí se nacházejí tři jeskyně: Dziura nad Roztoką, Dziura nad Nową Roztoką a Gowoniowa Nyża.

## Historie
Dolina byla navštěvovaná již od dávných dob. V 19. století zde byl Stanisław Staszic, Seweryn Goszczyński, Ludwik Zejszner a mnozí jiní. Turistická cesta vedoucí do doliny byla vyznačena v roce 1899. Blízko Doliny Roztoki, v Bielovodském údolí na polaně Stara Roztoka byla v roce 1876 postavena Chata PTTK v Dolině Roztoki, která nese jméno Wincenta Pola.